# 香港金閱獎
香港金閱獎是自2014年起每年由香港流行圖書出版協會頒發的文學獎項，被傳媒美譽為「香港出版界奥斯卡」。該獎項共分為「文史哲書」、「圖文書」、「政經社會書」、「醫療健康書」、「飲食旅遊書」和「生活百科書」六個類別，並由名人專家、評審委員會委員和全港讀者共同票選得獎者。
香港金閱獎曾分別在2017和2018年與香港教育專業人員協會合作推廣兒童讀物和STEM書籍。然而，該獎項在2018年舉辦第5屆頒獎禮後已再沒有頒發新獎項。